# SingStar Schlager
SingStar Schlager es un juego de karaoke del sistema PlayStation 2 publicado por Sony Computer Entertainment Europe y desarrollado por SCEE y London Studio. Se trata del último y más reciente título lanzado en Alemania y países colindantes de habla germana.
Este es el séptimo título exclusivo para Alemania, siendo este el país con más versiones inéditas creadas: SingStar Après-Ski Party, SingStar Deutsch Rock-Pop, SingStar Die Toten Hosen, SingStar Deutsch Rock-Pop Vol. 2 y SingStar Turkish Party. Este lanzamiento es una colección más de 30 de temas, todos fuertemente regionalizados, al contrario que otras versiones citadas anteriormente que contienen canciones en inglés. Esta versión está dedicada a canciones famosas en Alemania desde los años 60 a los 80, como en España lo hace SingStar Clásicos. Además, contiene grabaciones originales de TV y directos, al igual que se recogió material de TVE para SingStar La Edad de Oro del Pop Español.

## SingStar SchlagerLista de canciones
| SingStar Schlager       |                                             |
| Bernd Clüver            | "Der Junge Mit Der Mundharmonika"           |
| Bino                    | "Mama Leone"                                |
| Chris Roberts           | "Du Kannst Nicht Immer 17 Sein"             |
| Cindy & Bert            | "Immer Wieder Sonntags"                     |
| Costa Cordalis          | "Anita"                                     |
| Dschinghis Khan         | "Dschinghis Khan"                           |
| Gebrüder Blattschuss    | "Kreuzberger Nächte"                        |
| Gitte                   | "So Schön Kann Doch Kein Mann Sein"         |
| Gus Backus              | "Da Sprach Der Alte Häuptling Der Indianer" |
| Henry Valentino & Uschi | "Im Wagen Vor Mir"                          |
| Howard Carpendale       | "Hello Again"                               |
| Howard Carpendale       | "Tür an Tür mit Alice"                      |
| Juliane Werding         | "Am Tag Als Conny Kramer Starb"             |
| Jürgen Marcus           | "Eine Neue Liebe Ist Wie Ein Neues Leben"   |
| Klaus & Klaus           | "An Der Nordseeküste"                       |
| Marianne Rosenberg      | "Er gehört zu mir"                          |
| Michael Holm            | "Mendocino"                                 |
| Michael Holm            | "Tränen lügen nicht"                        |
| Nicole                  | "Ein bisschen Frieden"                      |
| Peter Alexander         | "Kleine Kneipe"                             |
| Peter Maffay            | "Und Es War Sommer"                         |
| Rainhard Fendrich       | "Macho Macho"                               |
| Rex Gildo               | "Fiesta Mexicana"                           |
| Roberto Blanco          | "Ein bisschen Spaß muss Sein"               |
| Roland Kaiser           | "Dich zu lieben"                            |
| Roy Black & Anita       | "Schön ist es auf der Welt zu sein"         |
| Siw Malmkvist           | "Liebeskummer lohnt sich nicht"             |
| Tony Marshall           | "Schöne Maid"                               |
| Wencke Myhre            | "Er hat ein knallrotes Gummiboot"           |
| Wolfgang Petry          | "Verlieben, verloren, vergessen, verzeih'n" |

1. ↑  «SingStar Germany».